# Reichskommissariat Niederlande
Il Reichskommissariat Niederlande, per esteso Reichskommissariat für die besetzten niederländischen Gebiete (lett. "Commissariato del Reich per i territori occupati dei Paesi Bassi"), è stato il regime di occupazione civile messo in piedi dalla Germania nazista durante l'occupazione tedesca dei Paesi Bassi nell'ambito della seconda guerra mondiale e terminato con la resa tedesca avvenuta il 7 maggio 1945. A capo dell'amministrazione fu insediato Arthur Seyss-Inquart, cancelliere d'Austria per un giorno, subito prima dell'annessione della stessa alla Germania (l'Anschluss).

## Le circostanze

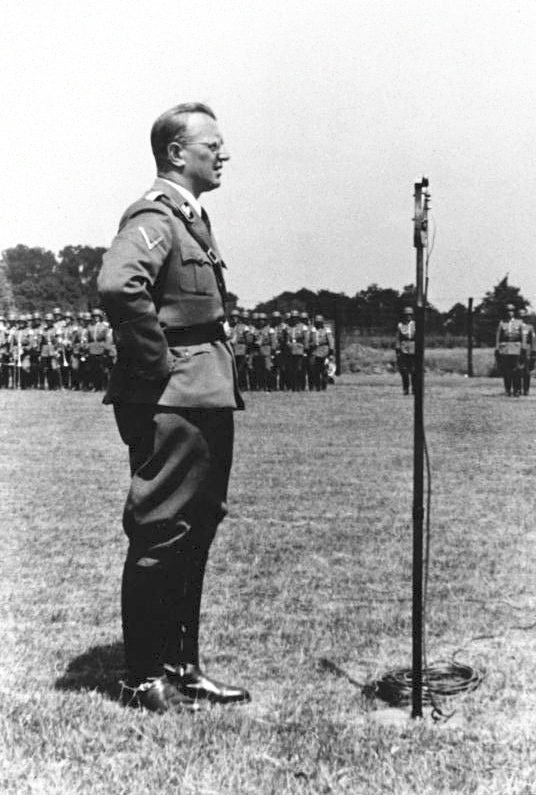
Arthur Seyss-Inquart a L'Aia.

Il dominio tedesco sui Paesi Bassi iniziò con l'invasione iniziata il 10 maggio 1940 e terminata cinque giorni dopo, il 14 maggio, con il bombardamento di Rotterdam e la successiva immediata resa. Lo stesso giorno tutto il governo riparò a Londra per formare un governo in esilio dei Paesi Bassi. La regina Guglielmina aveva preceduto il governo di un giorno. Ciò lasciò de facto l'autorità del governo al generale Henri Winkelman in qualità di comandante in capo delle forze armate dei Paesi Bassi. Il 20 maggio 1940 fu transitoriamente stabilita un'amministrazione militare a cui capo fu messo il generale Alexander von Falkenhausen, già a capo, nello stesso periodo, dell'amministrazione militare del Belgio e della Francia del nord. L'amministrazione militare (Militärverwaltung) fu rapidamente sostituita da un'amministrazione civile (Zivilverwaltung) al cui comando fu messo Arthur Seyss-Inquart, il quale assunse il titolo di Reichskommissar für die besetzten niederländische Gebiete. Hitler scelse questa opzione principalmente per motivi ideologici. La popolazione olandese ebbe una diversa considerazione rispetto ad altre popolazioni di altre nazioni occupate. Essi non solo appartenevano alla razza ariana ma parlavano una lingua germanica e, pertanto, riscuotevano una più alta considerazione presso gli ideologi nazisti.
Questa azione fu giustificata attraverso le basi legali delle convenzioni dell'Aia. L'incostituzionale allontanamento della regina e del governo prima della totale presa di potere delle forze di occupazione tedesche significava che non c'era più alcuna legittima autorità civile rimasta nei Paesi Bassi. L'articolo 43 della seconda sezione della convenzione dell'Aia del 1899 recita Dopo che l'autorità del potere legale sia passata di fatto nelle mani dell'occupante, questi prenderà tutti i provvedimenti che dipendono da lui al fine di ristabilire ed assicurare, per quanto è possibile, l'ordine e la vita pubblica, rispettando, salvo impedimento assoluto, le leggi vigenti nel paese. 
Questa entità fu concepita per un'eventuale successiva integrazione in un Grossgermanisches Reich (Grande Reich tedesco) comprendente un'area dell'Europa che andava dal Mare del Nord fino ai monti Urali, della quale la Germania stava formando le basi.

## Struttura
Il governo tedesco dei Paesi Bassi, al cui capo era stato insediato, in qualità di Reichskommissar, Seyss-Inquart vedeva affiancati quattro vice, chiamati Generalkommissar:
- Hans Fischböck, Generalkommissar für Finanz und Wirtschaft (economia e finanza);
- Hanns Albin Rauter, Generalkommissar für das Sicherheitswesen (sicurezza) il quale ricopriva anche l'incarico di Höhere SS- und Polizeiführer (Comandante superiore delle SS e della Polizia);
- Fritz Schmidt, Generalkommissar zur Besonderen Verwendung (incarichi speciali). Morì il 26 giugno 1943 in circostanze non del tutto chiare e gli succedette Willi Ritterbusch;
- Friedrich Wimmer, Generalkommissar für Verwaltung und Justiz (amministrazione e giustizia).

Nonostante Rauter fosse formalmente subordinato a Seyss-Inquart, Rauter, in qualità di comandante delle SS nei Paesi Bassi, rispondeva solo a Heinrich Himmler quale Reichsführer-SS. I suoi vice erano il Befehlshaber der Sicherheitspolizei und des SD (Comandante della Polizia di Sicurezza e del Servizio di Sicurezza) Wilhelm Harster, il comandante della Aussenstelle (sede distaccata) di Amsterdam, Willy Lages, e il comandante del Zentralstelle für jüdische Auswanderung (Ufficio centrale per l'emigrazione ebraica), Ferdinand aus der Fünten.
Non furono nominati altri ministri ed i segretari generali in carica prima dell'invasione dei Paesi Bassi, mantennero il controllo dei loro rispettivi dipartimenti, comunque, sotto il l'autorità di Seyss-Inquart. Anche i livelli più bassi rimasero al loro posto, salvo venire poi rimpiazzati gradualmente, col prosieguo della guerra, dai membri del Movimento Nazional-Socialista, un partito locale di ispirazione fascista.

## Politica di governo
Subito dopo il termine delle operazioni militari seguite all'invasione dei Paesi Bassi, furono imposte dagli occupanti le prime regole amministrative, quali l'introduzione della carta d'identità, fino a quel momento mai utilizzata nei Paesi Bassi, e l'obbligo per i funzionari statali della dichiarazione di arianismo.

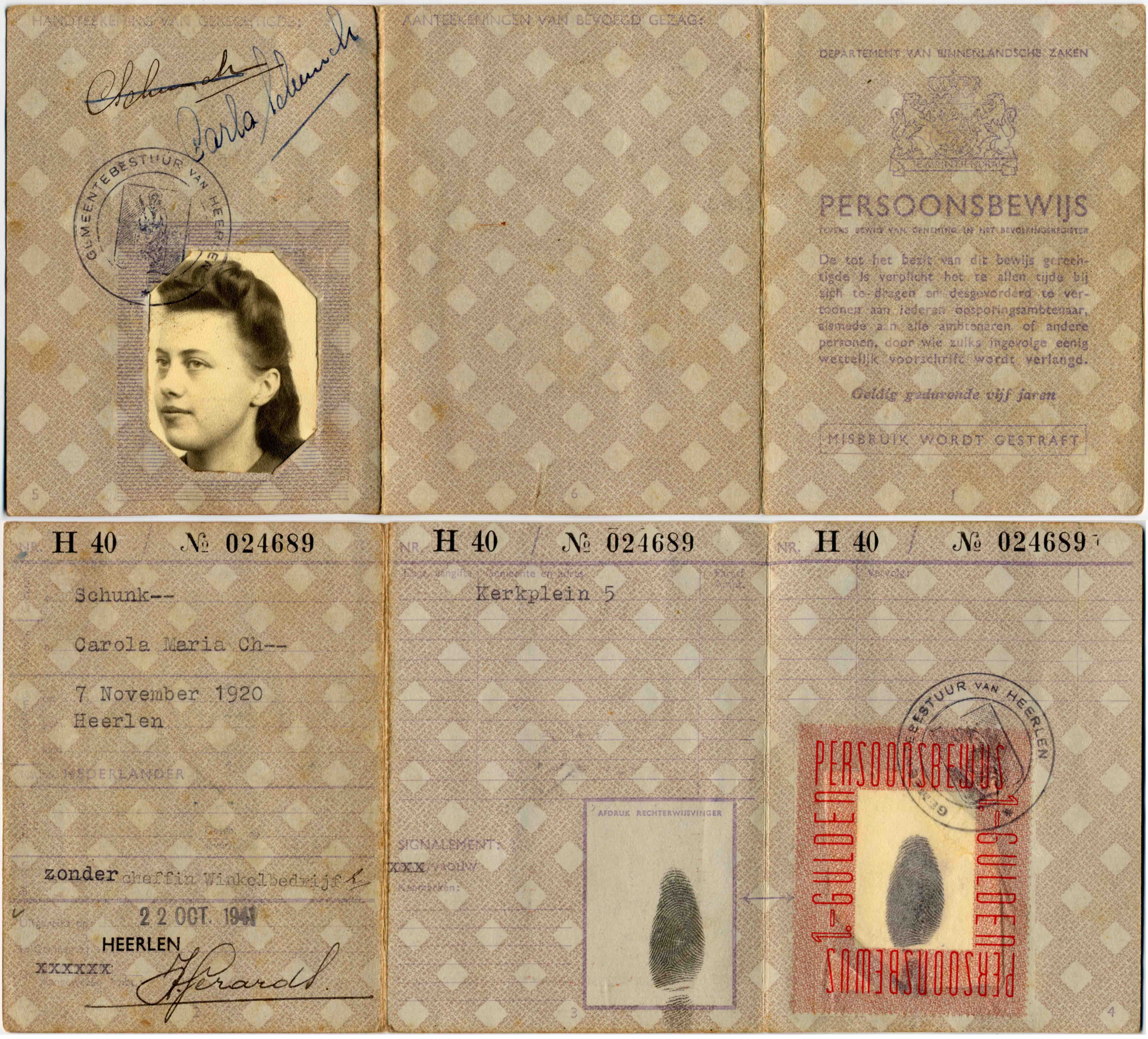
Carta di identità introdotta dagli invasori nazisti.

Gli occupanti tedeschi avviarono nei Paesi Bassi, così come avevano già fatto in Germania, la politica del Gleichschaltung (variamente traducibile come sincronizzazione, coordinamento, allineamento, messa in riga), ovvero il processo compiuto dal regime per esercitare un controllo totale sull'individuo attraverso la coordinazione di tutti gli aspetti della società, della politica e del commercio. Il maggior obiettivo di questa politica era di orientare il pensiero di ogni cittadino in una direzione compatibile con l'ideologia ufficiale del Partito Nazionalsocialista Tedesco, eliminando ogni forma di individualismo.
Il Gleichschaltung fu un trauma per la popolazione, tradizionalmente abituata ad avere una società pillarizata, con istituzioni separate per ciascuno dei gruppi religiosi. Tale processo fu avversato dalla Chiesa cattolica nei Paesi Bassi, tanto che i vescovi del paese esortarono i cittadini ad abbandonare tutte le istituzioni che erano state "nazificate".
L'Arbeitseinsatz, ovvero la coercizione dei civili per i lavori forzati, fu imposta nei Paesi Bassi, obbligando ogni uomo di età compresa tra i 18 ed i 45 anni a lavorare nelle industrie belliche a servizio dell'invasore tedesco, diventando, tra le altre cose, un obiettivo privilegiato dei bombardamenti Alleati. Coloro i quali non accettarono questa imposizione furono costretti alla clandestinità. Dato che i generi alimentari prodotti nei Paesi Bassi venivano sistematicamente portati via dagli invasori, si rese necessario il razionamento attraverso l'introduzione di un sistema di tessere annonarie.

## L'approccio della popolazione civile
Quasi tutti gli abitanti dei Paesi Bassi, nel periodo iniziale, accettarono l'occupazione e parte di essi si dimostrarono zelanti collaborazionisti. I nazisti, per contro, li consideravano come loro fratelli ariani e, sempre nelle prime fasi dell'occupazione, furono meno spietati nei Paesi Bassi rispetto ad altre nazioni occupate. Tra i fattori che contribuirono ad una sorta di acquiescenza nei confronti dell'occupante, concretizzata dapprima nel ritardo della creazione di una "rete" di resistenza, e successivamente nella collaborazione con i nazisti, vi fu la naturale avversione degli olandesi per il comunismo, che essi consideravano, in massima parte, espressione peggiore del nazismo.
Nei piani di Hitler i Paesi Bassi avrebbero dovuto ricevere un trattamento di favore, in quanto i suoi abitanti appartenevano alla cosiddetta Heimat, ossia la stirpe che raggruppava tutti i popoli di etnia tedesca; tuttavia la realtà delle persecuzioni contro gli ebrei, con la limitazione dei loro diritti e la creazione degli Joodsche Raad, i "consigli ebraici", sul modello degli Judenräte realizzati in Polonia nel Governatorato Generale, perpetrate dalle SS e dalle weer-afdeling, le formazioni paramalitari del'NSB (Partito Nazionalsocialista dei Paesi Bassi), fecero mutare l'atteggiamento della popolazione, il quale divenne progressivamente sempre più ostile e che rischiò di sfociare in aperta rivolta dopo la chiusura del quartiere ebreo di Amsterdam e la cattura di oltre 400 persone, avvenuta il 22 febbraio 1941.
Solo una minoranza della popolazione era però d'accordo con il nazionalsocialismo. I Paesi Bassi furono uno dei pochi paesi, insieme a Grecia, Lussemburgo e Danimarca dove la popolazione manifestò apertamente la contrarietà al regime attraverso scioperi. I numerosi scioperi di protesta furono il primo segnale del fallimento della politica di Seyß-Inquart. Tra i più importanti si ricordano: 
- lo sciopero di febbraio 1941 ad Amsterdam, contro la deportazione degli ebrei;[5]
- gli scioperi di aprile-maggio 1943 contro il progetto tedesco di far tornare gli ex-militari olandesi che avevano combattuto contro i tedeschi stessi nei campi di prigionia; questo sciopero scatenò una decisa reazione degli invasori che, a seguito dello stesso, instaurarono la legge marziale;[6]
- lo sciopero ferroviario nel settembre del 1944 per sostenere l'avanzata dell'esercito britannico.[7]

## La fine del Reichskommissariat Niederlande
La fine del Reichskommissariat Niederlande si ebbe con la firma della capitolazione avvenuta il 7 maggio 1945 presso un casolare abbandonato a Nude, poco distante da Wageningen, avvenuta alla presenza del comandante tedesco Johannes Blaskowitz per le forze di occupazione, del generale canadese Charles Foulkes in rappresentanza degli Alleati e del principe Bernardo in rappresentanza della regina Guglielmina e del Governo dei Paesi Bassi. Dei comandanti nazisti, solo pochi vennero catturati e giudicati colpevoli e solo a due, furono comminate pene severe. La pena di morte fu sentenziata a Seyss-Inquart, giudicato al Processo di Norimberga, e a Rauter, giudicato nei Paesi Bassi e giustiziato a Waalsdorpervlakte.